# Поліщук Вікторія Олегівна
Вікторія Олегівна Поліщук — українська військовичка, старший солдат Збройних Сил України, учасниця російсько-української війни. Загинула під час російського вторгнення в Україну в 2022 році. Лицарка Ордену «За мужність» III ступеня.

## Життєпис
Вікторія Поліщук народилася 2000 року в селі Збаражі Козятинського району (з 2020 року — Самгородоцької сільської територіальної громади Хмільницького району) на Вінниччині. Після закінчення дев'яти класів загальноосвітньої школи в селі Вівсяники вступила на навчання до Вінницького технічного коледжу, де освоювала ІТ-технології. Далі планувала вивчати комп'ютерну інженерію в одному з вишів, успішно склала ЗНО та вступила до Хмельницького технічного університету. Навчалася за тією ж самою спеціальністю, що й у коледжі.
Вікторія мріяла служити в Житомирі в десантно-штурмових військах, куди і призвалася восени 2019 року. У 2020 році підписала контракт із ЗСУ. Після успішного проходження навчання у школі снайперів несла військову службу в 132-му окремому розвідувальному батальйоні десантно-штурмових військ ЗСУ. Одну ротацію брала участь у війні на сході України.
Вікторія Поліщук була одною з учасниць військового параду на честь 30-ї річниці Незалежності України 24 серпня 2021 року. Вона крокувала столичним Хрещатиком у складі парадних розрахунків десантно-штурмових військ ЗСУ. Незадовго до війни дівчина стала героїнею одного з випусків програми «Vоїн — це я», що виходить на військовому телебаченні. Вона поділилася із телеглядачами секретами роботи в сучасних умовах війни та специфікою знищення ворожих снайперських груп.
З початком повномасштабного російського вторгнення в Україну перебувала на передовій.

## Обставини загибелі
Загинула в одному із сіл на Житомирщині 21 березня 2022 року в результаті обстрілу ворожими «Градами» з території Білорусі.
Чин прощання із загиблою проходив 23 березня у рідному селі. У церкві Успіння Пресвятої Богородиці у селі Збараж священики ПЦУ провели панахиду.

## Родина
У загиблої залишилися мати Наталія та молодший брат Андрій.

## Нагороди
- Орден «За мужність» III ступеня (2022, посмертно) — за особисту мужність і самовіддані дії, виявлені у захисті державного суверенітету та територіальної цілісності України, вірність військовій присязі[8]